# 王丽妃 (明仁宗)
惠安麗妃，亦稱為王麗妃 (?—1425年)，王能之姐，明朝明仁宗朱高熾之妃，貞惠淑妃王氏的同父姐妹。

## 生平
目前並不清楚王氏的出生及入宮時間，僅知她應為東宮侍妾。永樂二十二年十月初八日（1424年10月29日），剛即位的明仁宗冊立張氏為皇后，並且冊封郭氏為貴妃，李氏為賢妃，趙氏為惠妃，王氏為淑妃，王氏為昭容。王昭容冊文曰：
朕祗承天序，恭思化理。行王政必始于治內，為天下必先於齊家。乃眷掖廷，式均序進。咨尔王氏，早膺慎選，侍朕春宮。秉德柔嘉，處心專靜。致勤不懈，恒存夙夜之恭；率履有儀，克循圖史之訓，宜升名品，以示寵榮。今命尔為昭容，其允欽承，用光恩命。欽哉！
明末清初人毛奇齡所撰的《勝朝彤史拾遺記》認為王昭容就是以後的王麗妃。洪熙元年五月十二日（1425年5月29日），明仁宗駕崩。同年七月初二日（1425年7月16日），剛即位的明宣宗朱瞻基追謚皇庶母貴妃郭氏曰「恭肅」，淑妃王氏曰「貞惠」，麗妃王氏曰「惠安」，順妃譚氏曰「恭僖」，充妃黃氏曰「恭靖」。由此可知，王淑妃、王麗妃姐妹殉葬而死。王麗妃等人的死因待考，但有可能是被縊死的。根據《朝鮮王朝實錄》的記載，明成祖朱棣駕崩後，首先在庭院中為三十多位隨葬宮人提供飲食，然後將她們帶到殿堂，讓她們站在小木床上，將頭套入繩圈，隨後便撤去木床縊死。